# Infrastructure as a service
Infrastructure as a service (IaaS) is een vorm van cloud computing. De infrastructuur wordt virtueel aangeboden. De hardware waaronder servers, netwerkapparatuur en de werkstations zijn eigendom van de serviceprovider. De afnemer betaalt alleen voor hetgeen daadwerkelijk gebruikt wordt. Dit laat de gebruiker volledige vrijheid toe over de hardware. De desktopomgeving, applicatieservers en netwerkcomponenten worden virtueel via de cloud geleverd. De besturingssystemen en alle software staan in de cloud. Afhankelijk van de opties, afspraken en configuraties bij de leverancier, kan bij hardware falen de virtuele infrastructuur snel hersteld worden zonder gegevensverlies. IaaS is een van de drie vormen van cloud computing. De overige manieren zijn platform as a service (PaaS) en software as a service (SaaS).

## Karakteristiek
- De desktopomgeving, applicatieservers en netwerkcomponenten worden virtueel aangeboden.
- De kostprijs groeit met de toename van de benodigde capaciteit mee.
- De prijs is snel hoger dan wanneer u een private cloud inzet of zelf een virtueel datacenter bouwt maar lager dan wanneer u SaaS kiest.
- De diensten zijn schaalbaar omdat ze werken op basis van aanvragen.
- De beveiliging van de infra wordt geregeld door de dienstverlener.
- De beveiligingen van de besturingssystemen moet u wel zelf regelen.
- De vrijheid van configuraties wordt beperkt door de mogelijkheden van de leverancier.
- Data staat op apparatuur van de leverancier. De leverancier bepaald waar het opgeslagen wordt.